# Менесес, Фернандо
Ферна́ндо Андре́с Мене́сес Корне́хо (исп. Fernando Andrés Meneses Cornejo; 27 августа 1985, Мауле, Чили) — чилийский футболист, полузащитник.

## Клубная карьера
Менесес начал карьеру в клубе «Коло-Коло». В 2006 году он выиграл чилийскую Примеру. Из-за высокой конкуренции Фернандо не всегда проходил в основу. Для получения игровой практики он на правах аренды играл за «Универсидад де Консепсьон», «Кобрелоа» и дважды за «О’Хиггинс».
В 2010 году Менесес перешёл в «Универсидад Католика». 17 февраля в матче против своего бывшего клуба «О’Хиггинс» он дебютировал за новую команду. 21 марта в поединке против «Аудакс Итальяно» Фернандо забил свой первый гол за «Католику». В первом же сезоне Менесе помог клубу выиграть чемпионат и завоевать Кубок Чили.
В начале 2012 года он перешёл в перуанский «Альянса Лима». 24 марта в матче против «Унион Комерсио» Фернандо дебютировал в перуанской Примере. 28 мая в поединке против «Хосе Гальвес» он забил свой первый гол за новую команду, реализовав пенальти. Летом того же года Менесес вернулся в «Универсидад Католика». Отыграв ещё два сезона на родине он перешёл в мексиканский «Веракрус». 10 января 2015 года в матче против «Сантос Лагуна» Фернандо дебютировал в мексиканской Примере. 21 февраля в поединке против «Толуки» он забил свой первый гол за «акул».
В начале 2017 года Менесес вернулся на родину, подписав контракт с «Унион Эспаньола». 5 февраля в матче против своего бывшего клуба «Коло-Коло» он дебютировал за новую команду. 27 февраля в поединке против своего бывшего клуба «Универсидад Католика».

## Международная карьера
В 2005 году Фернандо в составе молодёжной сборной Чили принял участие в чемпионате мира в Нидерландах.
25 сентября 2008 года в товарищеском матче против сборной Мексики Менесес дебютировал за сборную Чили. 15 января 2013 года в матче поединке против сборной Сенегала Фернандо забил свой первый гол за национальную сборную.

### Голы за сборную Чили
| #   | Дата           | Место                       | Противник | Счёт | Результат | Соревнование      |
| --- | -------------- | --------------------------- | --------- | ---- | --------- | ----------------- |
| 01. | 15 января 2013 | Ла Портада, Ла-Серена, Чили | Сенегал   | 2:1  | 2:1       | Товарищеский матч |

## Достижения
Командные
 «Коло-Коло»
- Чемпион Чили — Ап. 2006

 «Универсидад Католика»
- Чемпионат Чили по футболу — 2010
- Обладатель Кубка Чили — 2011